# Anthene lycambes
Anthene lycambes är en fjärilsart som beskrevs av William Chapman Hewitson 1878. Anthene lycambes ingår i släktet Anthene och familjen juvelvingar. Inga underarter finns listade i Catalogue of Life.